# Сирийский центр мониторинга за соблюдением прав человека
Сирийский центр мониторинга за соблюдением прав человека (англ. Syrian Observatory for Human Rights, SOHR, СЦМПЧ) — проект, анализирующий данные о погибших в гражданской войне в Сирии. Основатель проекта, находясь в Великобритании, использует данные четырёх активистов, находящихся в Сирии и собирающих информацию от более чем 230 человек.

## Основатель проекта
Проект создан сирийцем Рами Абдул-Рахманом. Он родился в 1970 или 1971 году в Сирии под именем Осама Сулейман. Его детство прошло в прибрежном городе Банияс. В юности присоединился к тайной оппозиции режиму Асада, возмущённый преференциями для алавитов. Владел небольшим магазином одежды в Сирии. Выбрал себе псевдоним Рами Абдул-Рахман, чтобы заниматься политическим активизмом.
В 2000 году двое связанных с ним активистов были арестованы, а Осама Сулейман смог бежать из Сирии и получить политическое убежище в Великобритании. Проживает в Ковентри с женой Этаб Рекамеа и дочерью Амани. Владеет двумя магазинами одежды, также получает небольшую финансовую помощь от Европейского союза и одной из его стран, которую не сообщает.

## История проекта
Проект SOHR начат Рами Абдул-Рахманом в 2006 году. Изначально он отправлял спорадические сообщения по электронной почте. Сейчас основатель собирает доступную информацию о погибших в гражданской войны в Сирии.от активистов в чате Skype, а по результатам анализа и проверки на достоверность выпускает сводные отчёты.
В 2012 году ливанская газета «Аль-Акбар» писала о конфликте Рами Абдул-Рахмана с Мусабом Аззави, его бывшим помощником, также проживающим в Великобритании. Некоторое время обе стороны обвиняли друг друга в узурпации права на имя проекта и утверждали, что именно на их домене находится настоящий сайт SOHR.

## Оценки деятельности
Данные SOHR используются для составления докладов ООН и правозащитными организациями. Проект стал одним из важных источников западных СМИ о происходящем в Сирии. Государственный департамент США также использует подсчёты SOHR в своих докладах.
Нил Саммондс, исследователь Ближнего Востока из Amnesty International, считает, что «в целом информация об убийствах мирных жителей очень хорошая, определенно одна из лучших, включая подробности об условиях, в которых люди предположительно были убиты». Йонас Шайбле из немецкого издания Süddeutsche Zeitung считает достоверность информации от SOHR сомнительной.

### Комментарии
1. ↑  По состоянию на 2013 год ему было 42 года[2]